# Reece City (Alabama)
Reece City é uma cidade  localizada no estado americano de Alabama, no Condado de Etowah.

## Demografia
Segundo o censo americano de 2000, a sua população era de 634 habitantes.
Em 2006, foi estimada uma população de 596, um decréscimo de 38 (-6.0%).

## Geografia
De acordo com o United States Census Bureau, a localidade tem uma área de 8,0 km², sem área coberta por água.

## Localidades na vizinhança
O diagrama seguinte representa as localidades num raio de 16 km ao redor de Reece City.